# Tillandsia horstii
Tillandsia horstii är en gräsväxtart som beskrevs av Werner Rauh. Tillandsia horstii ingår i släktet Tillandsia och familjen Bromeliaceae. Inga underarter finns listade i Catalogue of Life.